# Rzyszczewo (wieś w powiecie sławieńskim)
Rzyszczewo (niem. Ristow, nazwa oboczna: Ryszczewo) – wieś w Polsce, położona w województwie zachodniopomorskim, w powiecie sławieńskim, w gminie Sławno przy drodze krajowej 6.
W latach 1975–1998 miejscowość należała administracyjnie do województwa słupskiego.